# Segelfluggelände Iserlohn-Rheinermark

i7
i11
i13
Das Segelfluggelände Iserlohn-Rheinermark liegt im Stadtteil Rheinermark der Stadt Iserlohn im Sauerland, Nordrhein-Westfalen. Der Betreiber des Platzes ist die Luftsportvereinigung Ruhr-Lenne Iserlohn e. V.

## Gelände
Das Gelände befindet sich zwischen Iserlohn-Zentrum und Schwerte, ca. 10 Kilometer südlich und knapp außerhalb der Kontrollzone des Flughafens Dortmund. Der Flugplatz liegt auf einer Höhe von 191 Meter über MSL. Die Länge der unbefestigten Graspiste mit der Ausrichtung 07/25 beträgt 480 Meter.
Der Platz ist für Segelflugzeuge im Windenstart und Flugzeugschlepp, Motorsegler und Luftsportgeräte zugelassen.